# Богданович, Дэниел
Да́ниел (Дэ́ниел) Богда́нович (англ. Daniel Bogdanovic, серб. Данијел Богдановић / Danijel Bogdanović; род. 26 марта 1980, Мисрата) — мальтийский футболист, нападающий клуба «Айнсилем».

## Карьера

### Клубная
Профессиональная карьера Даниела Богдановича начиналась в клубе «Слима Уондерерс». Игрок провёл в команде 7 матчей и забил 2 мяча. Затем он играл за будапештский «Вашаш». Но за клуб провёл всего лишь один матч. Затем Богданович играл за «Нашшар Лайонз», «Валлетту», «Черно море». С 2003 по 2007 Даниел с перерывами играл за «Марсашлокк» и «Слиму».
12 августа 2007 Богданович перешёл в итальянский клуб «Чиско Рома», его лучшим партнёром в клубе был Паоло ди Канио. В 2007 году Богданович стал лучшим игроком года на Мальте. В августе 2008 Даниел перешёл в «Локомотив» из Софии. В 14 матчах за клуб Богданович забил 2 мяча. 26 января 2009 Богданович подписал контракт с «Барнсли».

### За сборную
Первый матч за сборную Мальты провёл 9 февраля 2002 года с Иорданией.